# 波斯特施泰因
波斯特施泰因（德語：Posterstein）是德国图林根州的市镇，隶属于阿尔滕堡地区县。总面积为5.53平方千米，截至2023年12月31日总人口为458人。